# Računarstvo u oblaku
Računarstvo u oblaku (engl. cloud computing) predstavlja isporuku računarskih resursa i skladišnih kapaciteta kao uslugu za heterogenu grupu krajnjih korisnika. Koncept računarstva u oblaku se oslanja na deljenje resursa preko mreže, najčešće Interneta. Krajni korisnici pristupaju aplikacijama u oblaku preko veb pregledača ili desktop aplikacije na mobilnom telefonu, dok se softver i korisnički podaci nalaze na serverima na udaljenoj lokaciji.
Postoje tri osnovna tipa računarstva u oblaku:
- Softver kao usluga, 
- Platforma kao usluga, 
- Infrastruktura kao usluga, 

Osnovu računarstva u oblaku čini konvergentna infrastruktura, koju čine različite IT tehnologije povezane u jednu logičku i funkcionalnu celinu, kao apstrakcija fizičkih resursa virtuelizacijom, kao i deljenje resursa. U modelu računarskog oblaka razlikujemo dva odvojena dela sistema: eksterni (engl. front end), koji je korisnički deo i obuhvata sve delove infrastrukture koji su pod kontrolom korisnika kao i sam način pristupa korisnika usluzi i zadnji deo (engl. back end), koji obuhvata infrastrukturu klaud provajdera. Zagovornici računarskog oblaka tvrde da ovaj model dozvoljava peduzećima da podignu i koriste aplikacije mnogo brže, sa boljom kontrolom i manje održavanja, što omogućava IT sektoru preduzeća da brže i efikasnije ispuni promenjive i nepredvidive zahteve poslovanja.

## Ključne karakteristike računarstva u oblaku
Pružanje usluge na zahtev korisnika (engl. On-demand self-service) - Korisnik može samostalno odabrati i pokrenuti računarske resurse. Može birati vreme korišćenja i mrežni prostor za skladištenje podataka. Većina provajdera klaud usluga svoje usluge temelji upravo na pristupu da korisnici plaćaju usluge u zavisnosti od vremena i obima u kojem ih koriste.
Samouslužnim organizacijama omogućava stvaranje elastične okoline koja se povećava i smanjuje u zavisnosti od potrebe i ciljnih performansi.
Širok mrežni pristup (engl. Broad network access) - Mogućnosti su dostupne putem mreže i njima se pristupa koristeći standardne mehanizme koji omogućuju heterogenu upotrebu „tankih“ i/ili „bogatijih“ klijentskih platformi kao i tradicionalnih programskih usluga temeljenih na „oblaku“.
Udruživanje resursa (engl. Resource pooling) - Računarski resursi provajdera usluga spajaju se kako bi poslužili sve korisnike koristeći model više zakupljenih jedinica (engl. Multi-Tenantmodel), s različitim fizičkim i virtuelnim resursima, koji se dinamički dodeljuju i uklanjaju prema zahtevima korisnika. Primeri resursa uključuju mrežni prostor, procesore, memoriju, mrežnu propusnost, virtuelne mašine.
Brza elastičnost (engl. Rapid elasticity) - Mogućnosti koje korisnicima nudi računarski oblak mogu biti ubrzano i elastično pokrenute, u nekim slučajevima i automatski, kako bi se po potrebi ostvarilo proporcionalno povećanje ili smanjenje resursa kada oni više nisu potrebni. Krajnjem korisniku resursi koje koristi mogu izgledati kao da nemaju ograničenja i mogu se kupiti u bilo kojoj količini u bilo koje vreme (na primer AmazonEC2).
Izmerena usluga (engl. Measured service) - Sistemi automatski proveravaju i optimizuju upotrebu resursa. To se postiže merenjem sposobnosti apstrakcije prikladne potrebnom tipu usluge (na primer skladištenje podataka, aktivni korisnički računi). Upotreba resursa se može pratiti, proveravati i o njoj se mogu praviti izveštaji pružajući, tako, transparentan uvid o provajderima usluge i korisnicima.

## Modeli pružanja usluga

### Softver kao usluga
Korisniku je pružena mogućnost upotrebe dostupnih aplikacija koje se nalaze u infrastrukturi oblaka. Aplikacije su dostupne putem Interneta s različitih klijentskih uređaja, koji su tanki klijenti (PDA uređaji, tableti, mobilni telefon) i bogati klijenti (desktop i laptop računari). Aplikacije mogu biti besplatne a ukoliko se plaćaju najčešći model je pretplata, mesečna ili godišnja. Nedostatak ovog modela nabavke softvera je što su aplikacije univerzalne odnosno korisnik ima ograničene mogućnosti podešavanja aplikacije, što onemogućava prilagođavanje specifičnim potrebama korisnika. Provajder je vlasnik pozadinske infrastrukture, uključujući mrežu, servise, operativne sisteme, sistem za skladištenje podataka, kao i konkretnog softvera koji je dostupan velikom broju korisnika preko internet pregledača. Provajder klaud usluge ima kontrolu nad kompletnom infrastrukturom, dok korisnik jedino može definisati pravo pristupa iznajmljenom softveru, npr. ko u okviru firme može pristupati iznajmljenom softveru. Korisnici dele resurse provajdera na kojima se nalazi iznajmljeni program. S korisničke strane to znači da nema dodatnog softverskog ili hardverskog ulaganja, kao ni usluga održavanja sistema za koje je sada zadužen provajder. Neki od primera su Google Apps, Microsoft Office 365

### Platforma kao usluga
Usluga se odnosi na razvojnu okolinu i potreban paket softverskih podsistema. Korisnik može razvijati, testirati i distribuirati vlastite aplikacije koje se pokreću na infrastrukturi provajdera klaud usluge. Provajder obezbeđuje platformu i izvršno okruženje koji najčešće uključuju: servere, mrežnu infrastrukturu, centar za skladištenje podataka, operativne sisteme i programske jezike. Neki provajderi daju mogućnost automatskog prilagođavanja obima resursa tako da ih korisnik ne mora dodatno alocirati. Korisnik ima kontrolu nad aplikacijama i posredničkim slojem dok provajder klaud usluge kontroliše ostale slojeve infrastrukture, ali korisnik može imati mogućnost izbora strukture okoline. Pogodnost je što tim koji radi na razvoju softvera nije ograničen geografskom lokacijom resursa ili ostalih članova tima. Neki od primera su Amazon Elastic Beanstalk, Google App Engine, i Microsoft Azure.

### Infrastruktura kao usluga
Osnovni model klaud usluge gde je korisniku kao usluga pružena mogućnost korišćenja računarske infrastrukture uglavnom virtuelne platforme. Korisniku je pružena mogućnost upravljanja obradom, skladištenjem, umrežavanjem i drugim osnovnim računarskim resursima. Korisnik može pokrenuti različite vrste programske podrške, od operacionog sistema do aplikacija i on je odgovoran za održavanje softvera. Korisnik može imati i ograničeni nadzor nad odabranim komponentama umrežavanja. Za širokopojasni pristup može se koristiti internet ili se u nosećem oblaku (engl. Carrior Cloud) može definisati posvećena VPN (engl. Virtual Private Network) konekcija. Neki od primera su Amazon CloudFormation (EC2), Rackspace Cloud, Google Compute Engine.

## Vrste oblaka

### Javni oblak
Klaud provajder omogućava pristup resursima kao što su aplikacije, skladišta za podatke i drugi resursi dostupni za javnost, nezavisno da li se radi o pojedincima ili organizacijama, putem interneta. Usluge mogu biti besplatne ili se koristi model plaćanja po korišćenju (engl. pay-per-usage). Infrastruktura se nalazi u vlasništvu provajdera i nije dostupna za uvid ili kontrolu korisnicima. Infrastruktura javnog oblaka podrazumeva deljene resurse za korisnike. Najčešće provajderi omogućavaju pristup preko Interneta, direktna komunikacija nije moguća. Delovi javnog oblaka mogu biti i pod isključivom upotrebom samo jednog korisnika, čineći tako privatni centar podataka.

### Privatni oblak
Privatni oblak je napravljen isključivo za upotrebu jednog klijenta, rezervisan centar podataka za tog klijenta, koji može biti unutar organizacije ili hostovan od strane klaud provajdera. IT službe kompanija ili provajder klaud usluga grade privatne oblake i upravljaju njima.Organizacije koje poseduju privatni oblak imaju potpunu kontrolu nad strukturom oblaka.

### Zajednički oblak
Zajednički oblak je oblak koji deli nekoliko organizacija. Infrastruktura podržava posebne zajednice koje imaju zajedničke potrebe, misije, zahteve sigurnosti i slično. Njima mogu upravljati same organizacije ili neko drugi (provajder usluga). Ovde se troškovi dele između samo nekoliko klijenata tako da su mogućnosti uštede ograničene.

### Hibridni oblak
Strukturu oblaka čine dva ili više različitih oblaka (privatni, zajednički ili javni) koji ostaju jedinstveni entiteti, ali su međusobno povezani standardizovanim ili prikladnim tehnologijama koje omogućavaju efikasan prenos podataka ili aplikacija. Hibridni oblaci povezuju javne i privatne modele oblaka. Mogućnost proširivanja privatnog oblaka s resursima javnog oblaka može se koristiti za održavanje uslužnih nivoa kako bi se lakše izdržala velika opterećenja. Hibridni oblak se takođe može koristiti za upravljanje planiranim velikim opterećenjima. Hibridni oblaci se susreću sa složenošću određivanja kako raspodeliti aplikacije po javnom i privatnom oblaku.

## Bezbednost
Bezbednost u računarstvu u oblaku predstavlja poddomen oblasti kao što su bezbednost mreže, računara, bezbednost informacija. Obuhvata različite polise, regulative, standarde i tehnologije koje kontrolišu prenos podataka i aplikacija kao i njima dodeljene računarske infrastrukture računarskog oblaka. Složenost okruženja otežava procenu rizika, tako da korisnici mogu angažovati neutralnu treću stranu za procenu rizika i odabir provajdera. Pitanje bezbednosti se može podeliti u nekoliko generalizovanih kategorija, a to su sigurnost i privatnost, usklađenost i pravna regulativa.

### Sigurnost i privatnost
Svako preduzeće ima implementiran sistem menadžmenta identiteta pomoću koga upravlja pristupom informacijama i kompjuterima. Provajder klaud usluge može integrisati klijentov sistem menadžmenta identiteta na svojoj infrastrukturi ili ponuditi svoje rešenje u zavisnosti od toga koji nivo usluge je zakupljen. Provajder usluge treba da obezbedi maskiranost podatka kako bi samo autorizovani korisnici mogli imati pristup podacima u čitljivom obliku. Digitalni identiteti i kredencijali moraju biti zaštićeni kao i bilo koji podatak koji provajder sakuplja ili nastaje korisnikovom aktivnošću u oblaku. Pristup podacima korisnika mora biti dokumentovan, na nivou svake mašine na kojoj su uskladišteni podaci tog korisnika.

### Usklađenost
Pored praćenja logova i revizije putanje provajderi usluga u dogovoru sa korisnicima obezbeđuju potrebnu sigurnost podataka, čuvaju ih onoliko koliko korisnik to zahteva i dostupni su za forenzičku istragu. Dodatni problem je jurisdikcija jer podaci korisnika se mogu premeštati na različite lokacije u okviru oblaka istog provajdera.

### Pravna regulativa
Pravna regulativa zavisi od regiona. Korisnikova odgovornost je da ispoštuje važeću lokalnu regulativu, jer kao vlasnik podataka on je odgovoran za bezbednost.

### Preporuke
Provajder usluge je dužan da obezbedi sigurnu infrastrukturu i da korisnikovi podaci i aplikacije budu zaštićeni, dok korisnik treba da bude siguran da su odgovarajuće mere za zaštitu njegovih podataka preduzete. Korisnik bi trebalo da se informiše i razmotri sa provajderom nekoliko ključnih tačaka koje predstavljaju potencijalne rizike za bezbednost. 
Privilegovan pristup korisnika
Kada se procesiraju i nalaze izvan preduzeća podaci nose nivo rizika, jer spoljašnji servisi prevazilaze fizičku i logičku kontrolu kao i kontrolu osoblja. Potrebno je znati ko ima pristup tim podacima i koja je procedura kontrole pristupa.
Regulativna usklađenost
Ultimativno, kompanija je odgovorna za bezbednost i integritet podataka čak i ako se oni nalaze kod klaud provajdera. Provajderi klaud usluga su izloženi spoljnom praćenju i bezbednosnoj sertifikaciji.
Lokacija podataka
Neophodno je znati lokaciju podataka i da li je provajder spreman da ispoštuje lokalne pravne regulative za ime klijenta. Neki provajderi pružaju mogućnost klijentu da izabere lokaciju na kojoj će podaci biti uskladišteni.
Zaštita podataka-enkripcija
Ukoliko korisnik koristi samo softver kao uslugu i nema uvid ni kontrolu nad skladištenjem ovih podataka, zaštita podataka i enkripcija su veoma bitni za bezbednost. Potrebno je definisati pravo pristupa nad podacima.
Oporavak podataka
U slučaju da usluga nije dostupna iz bilo kog razloga ili su podaci izgubljeni, moraju se odrediti potrebne akcije i definisati vreme oporavka. Korisnik je odgovoran za rezervne podatke ali može osigurati podatke kod druge kompanije za ovakve slučajeve.
Pomoć u istrazi
Ukoliko dođe do korupcije podataka, kakvu vrstu podrške je provajder spreman da pruži. Ovo se najčešće odnosi na . 
Pre potpisivanja ugovora sa provajderom korisnik treba da, samostalno ili uz angažovanje stručnog konsultanta, napravi detaljnu procenu rizika u kojoj će razmotriti sve aspekte bezbednosnih rizika.
Međunarodno pravo
Sistem klaud kompjutinga je sistem koji funkcioniše bez vidljivih geografskih granica, što ima za posledicu veliku različitost u načinu zakonskog regulisanja u svetu. Kao posledica nameće se problem jurisdikcije. U SAD, pravna regulativa se oslanja na kombinaciju podzakonskih akata, standarda, i regulisanje međusobnih odnosa ugovorom. Državni zakoni bitni za ovu oblast su Zakon o bezbednosti podataka (engl. State Data Security Law) i Zakon o korupciji podataka (engl. Data Breach Law). Zakonom o korupciji podataka provajder klaud usluge je dužan da obavesti korisnika, i ukoliko se radi o osetljivim podacima koji mogu ugroziti identitet pojedinca, potrebno je sve pojedince na koje se podaci odnose obavestiti u razumnom vremenskom roku. Ugovorom se može definisati ko će obaviti dužnosti obaveštavanja, kao i finansijska odgovornost za korupciju podataka. Određeni federalni zakoni i regulative nameću za industriju specifične mere bezbednosti podataka i obaveze za obaveštavanje o upadu u sistem.
Federalni zakoni i regulative obuhvataju finansijske institucije, obrazovne institucije, i zdravstvenu zaštitu. Industrijski standard PCI DSS (engl. Payment Card Industry Data Security Standards) obuhvata podatke kreditnih kartica. Američke države u okviru svojih ovlašćenja donose zakonske akte kojima regulišu ovu oblast, npr. Massachusets Agreement 2010. Neki zakoni zahtevaju da korisnik (entitet) ima garanciju ugovorom da će provajder klaud usluga obezbediti potreban nivo zaštite podataka. Većina ovih regulativa zahteva redovne izveštaje i praćenje logova i reviziju rute. Federalna agencija SAD koristi proces FedRAMP (engl. Federal Risk and Authorization Management Program) da pristupa i autorizuje klaud proizvode i servise. FedRAMP se sastoji od skupa posebnih publikacija NIST 800-53 (engl. National Institute for Standars and Technology)  za kontrolu bezbednosti specifične za okruženje računarskog oblaka.
Provajderi klaud usluge moraju omogućiti korisnicima da ispoštuju ove regulative. Usklađivanje sa regulativom često podrazumeva da klijenti koriste hibridni ili zajednički oblak, koji su skuplji i pružaju ograničene prednosti. Ovim pristupom kompanije kao RackspaceCloud ili QuickCloud su zadovoljile PSI DSS standard, dok Google zadovoljava i dodatne uslove regulativa za FISMA standard.

### Princip sigurne luke
Princip sigurne luke je procedura kojom se uređuje prenos ličnih podataka u SAD. Cilj je da se kompanije iz SAD koje rade unutar EU ili SAD usaglase sa EU Direktivom o zaštiti podataka i da se na taj način omogući prenos podataka sa potrebnim merama zaštite kako bi se sprečilo otkrivanje ili gubitak podataka.
Principi sigurne luke su
- Obaveštenje - Pojedinci moraju biti obavešteni da se podaci o njima sakupljaju i kako će biti korišćeni.
- Izbor - Pojedinci moraju imati mogućnost da ne odobre prosleđivanje ličnih podatka o njima trećoj strani.
- Dalji transfer - Podaci se mogu preneti trećoj strani samo ukoliko ispuni adekvatne mere zaštite podataka.
- Bezbednost - Potrebno je preduzeti razumne mere kako bi se sprečio gubitak podataka.
- Integritet podataka - Podaci moraju biti relevantni i pouzdani za svrhu skupljanja podataka.
- Pristup - Individue moraju imati mogućnost uvida u podatke koji su sakupljeni o njima kao i mogućnost ispravke ili brisanja u slučaju da su ti podaci netačni
- Sprovođenje - Moraju postojati efektivni načini za sprovođenje ovih pravila.

Postoje mnogobrojne kritike ove procedure zbog zabrinutosti za primenjen nivo zaštite podataka. U EU računarstvo u oblaku je regulisano različitim propisima: Konvencija o visokotehnološkom kriminalu, Direktiva za zaštitu podataka, Direktiva za elektronsku trgovinu, Direktiva o privatnosti komunikacije, Direktiva o zadržavanju podataka.

### Direktiva za zaštitu podataka
Direktiva za zaštitu podataka predviđa da ukoliko provajder klaud usluga ima opremu koje je stacionirana u EU mora poštovati tu regulativu o obradi podataka. Direktiva 95/46/EU zabranjuje transfer ličnih podataka u zemlje van Unije ali postoje izuzeci, ukoliko provajder obezbedi adekvatne uslove zaštite podataka. Da bi se takav transfer obavio, subjekat na koga se lični podaci odnose mora prethodno da da nedvosmislen pristanak da se transfer obavi. 

### Konvencija o visokotehnološkom kriminalu
Konvencija predstavlja vrhunac međunarodnih napora da se zajedničkim snagama stane na put sajber kriminalu. Konvenciju je do sada potpisala 41 država država članica Saveta Evrope i 5 država van Evrope – Kanada, Japan, Južna Afrika, SAD; postupak ratifikacije završilo je 28 država. Među 13 država koje su potpisale konvenciju a nisu je ratifikovale su: Velika Britanija, Švedska, Švajcarska, Austrija, Belgija, Grčka, Španija. Konvenciju nisu potpisale između ostalih i Rusija i Turska. Tehnološki razvijene države su osmislile mehanizam stalnog dežurstva, međusobnog obaveštavanja i sinhronizovanog delovanja pod nazivom MREŽA 24/7.

## Zakonodavstvo Republike Srbije
Srbija je ratifikovala konvenciju o visokotehnološkom kriminalu, i implementirala odredbe konvencije u sledećim zakonima:
- Zakon o elektronskom potpisu
- Krivični zakonik
- Zakon o organizaciji i nadležnosti državnih organa za borbu protiv visokotehnološkog kriminala
- Zakon o putnim ispravama
- Zakon o zaštiti podataka o ličnosti
- Zakon o oduzimanju imovine proistekle iz krivičnog dela
- Zakon o međunarodnoj saradnji
- Zakon o elektronskoj trgovini
- Zakon o autorskim i srodnim pravima

Usvajanjem gore navedenih zakona Srbija se priključila krugu država koje efektivno raspolažu osnovnim pravnim instrumentima, zakonskom regulativom, državnim institucijama i stručnim timovima za suprotstavljanje visokotehnološkom kriminalu. Odredbe konvencije su implementirane u Krivičnom Zakoniku, u delu Krivična dela protiv bezbednosti računarskih podataka i to: 
- Oštećenje računarskih podataka i programa - član 298
- Računarska sabotaža - član 299
- Pravljenje i unošenje računarskih virusa - član 300
- Računarska prevara - član 301
- Neovlašćeni pristup zaštićenom računaru, računarskoj mreži i elektronskoj obradi podataka - član 302
- Sprečavanje i ograničavanje pristupa javnoj računarskoj mreži - član 303
- Neovlašćeno korišćenje računara ili računarske mreže - član 304
- Pravljenje, nabavljanje i davanje drugom sredstava za izvršenje krivičnih dela protiv bezbednosti računarskih podataka - član 304a

Više tužilaštvo je organ nadležan za pokretanje istrage protiv sajber kriminala, a Viši sud je sudska instanca čije Odeljenje presuđuje. Konvencija definiše 7 novih krivičnih dela i značajno je doprinela uspostavljanju zajedničke kaznene politike kao i usvajanja niza nacionalnih propisa i podsticanje međunarodne saradnje. S obzirom na razmeru porasta ove vrste kriminala u svetu i perspektivu uključivanja u različite forme regionalnih integracija, realno je zaključiti da će se odredbe Krivičnog zakonika uskoro pokazati kao nedovoljne. Tako su predložene izmene Zakona o organizaciji i nadležnosti državnih organa za borbu protiv visokotehnološkog kriminala. Zakon se primenjuje za otkrivanje, krivično gonjenje i suđenje za:

1. Krivična dela protiv računarskih povreda bezbednosti određenih Krivičnim zakonikom
2. Krivična dela protiv industrijske svojine, imovine privrede i pravnog saobraćaja, kod kojih se kao objekat ili sredstvo izvršenja krivičnog dela javljaju računari, računarski sistemi, računarske mreže, računarski podaci kao i njihovi proizvodi u materijalnom smislu ili elektronskom obliku, ako broj primeraka prelazi 2000 ili nastala materijalna šteta prelazi iznos od 1.000.000 din.
3. Krivična dela protiv sloboda i prava čoveka i građanina, polne slobode, javnog reda i mira i ustavnog uređenja Republike Srbije koja se zbog načina izvršenja ili upotrebljenih sredstava mogu smatrati krivičnim delom visokotehnološkog kriminala u skladu sa čl. 2 stav 1

Doneti su i drugi podzakonski akti u cilju unapređenja informacionog društva, kao što je Strategija razvoja informacionog društva u Republici Srbiji do 2020. god. (sl. gl. RS br. 51/2010) u različitim oblastima privrednog života.